# Hister lustrans
Hister lustrans är en skalbaggsart som först beskrevs av Johnson in Johnson et al. 1991.  Hister lustrans ingår i släktet Hister och familjen stumpbaggar. Inga underarter finns listade i Catalogue of Life.